# Đảo quốc

Hình ảnh các đảo quốc trên thế giới (Úc được coi là quốc gia nằm trên lục địa), những đảo quốc có đường biên giới trên đất liền được biểu thị bằng màu xanh lục và những đảo quốc không có đường biên giới trên đất liền được biểu thị bằng màu xanh dương

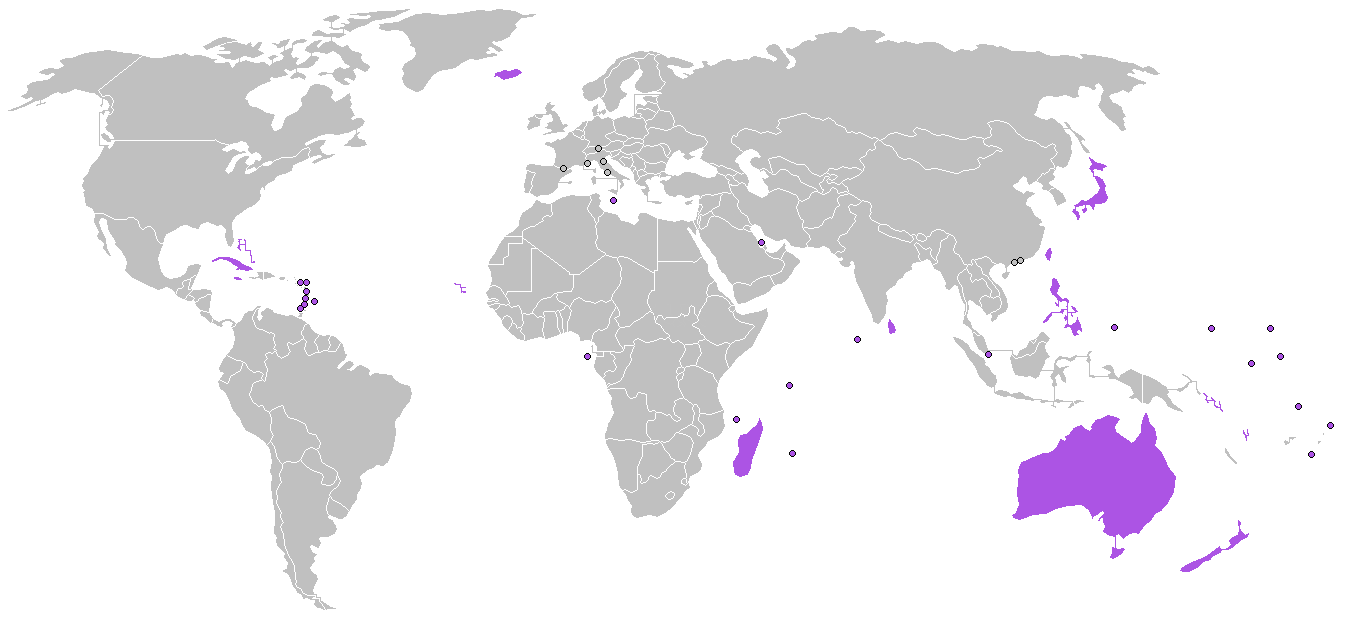
Các quốc gia không có đường biên giới

Đảo quốc hay quốc đảo là quốc gia nằm trọn trên một hay nhiều hòn đảo, hoặc phần nào đó của các hòn đảo. Điều này có nghĩa là các quốc gia này không có một phần lãnh thổ nào trên lục địa. Có tất cả 47 đảo quốc, chiếm 24% trong tổng số 193 quốc gia thành viên Liên Hợp Quốc, khá nhiều trong số đó là các quốc gia nhỏ nhất trên thế giới.

## Đặc điểm
Các đảo quốc có thể chia ra làm 2 nhóm. Một nhóm gồm các quốc gia lớn, khá đông dân và nằm gần một lục địa. Các quốc gia này bao gồm Nhật Bản, Sri Lanka, Philippines, Cuba, Anh Quốc, Madagascar... Đảo quốc lớn nhất trên thế giới là Indonesia. Các nước này thường chia sẻ các đặc điểm văn hóa, chính trị tương đồng với các nước lục địa gần đó. Tình trạng đảo của các nước này đôi khi là một ưu thế bởi nó tạo cho họ vị trí khó bị xâm lược và có vai trò quan trọng về thương mại trong khu vực nhờ yếu tố địa lý và khả năng đi biển của dân cư.
Nhóm đảo quốc thứ hai là những nước nhỏ hơn như Malta, Síp, Comoros, Bahamas, Tonga, v.v.. Những quốc gia này rất nhỏ so với các nước trên lục địa. Quy mô nhỏ thường đồng nghĩa với việc đất đai nông nghiệp hạn hẹp và khan hiếm nhiều nguồn tài nguyên thiên nhiên. Tuy vậy, ngày nay, các đảo quốc nhỏ bé đang trở thành những điểm du lịch thu hút và du lịch trở thành ngành kinh tế chủ chốt trong nền kinh tế của họ.
Một số đảo quốc có một hay hai đảo trung tâm (ví dụ Đảo Anh của Vương quốc Liên hiệp Anh và Bắc Ireland, Honshu của Nhật Bản). Các đảo quốc khác trải rộng trên hàng trăm, ngàn hòn đảo nhỏ như Indonesia hay Maldives. Một số nước cùng chia sẻ đảo chính với các nước khác như Ireland, Haiti và Dominica, Saint Martin, Đông Timor, Papua New Guinea.
Về mặt địa lý, nước Úc được coi là quốc gia nằm trên lục địa chứ không phải là một đảo quốc, quốc gia này bao phủ toàn bộ vùng đất rộng lớn nhất của lục địa Úc và các hòn đảo lân cận.

## Danh sách
| Quốc gia                                | Hình thể địa lý                                                          | Vị trí địa chất  | Dân số      | Diện tích (km²) | Mật độ (/km²) |
| --------------------------------------- | ------------------------------------------------------------------------ | ---------------- | ----------- | --------------- | ------------- |
| Antigua và Barbuda                      | Tập trung trên hai đảo lớn                                               | Thềm lục địa     | 85.632      | 440             | 194           |
| Bahamas                                 | Trải khắp một nhóm đảo                                                   | Thềm lục địa     | 330.000     | 13.878          | 23.27         |
| Bahrain                                 | Tập trung trên một đảo lớn                                               | Thềm lục địa     | 791.000     | 750             | 1.189.5       |
| Barbados                                | Tập trung trên một đảo lớn                                               | Thềm lục địa     | 269.556     | 430             | 627           |
| Brunei                                  | Một phần của đảo lớn hơn                                                 | Thềm lục địa     | 388.190     | 5.765           | 67.3          |
| Cape Verde                              | Trải khắp một nhóm đảo                                                   | Đại dương        | 567.000     | 4.033           | 125.5         |
| Comoros                                 | Trải khắp một nhóm đảo                                                   | Đại dương        | 798.000     | 2.235           | 275           |
| Cuba                                    | Tập trung trên một đảo lớn                                               | Thềm lục địa     | 11.451.652  | 110.861         | 102           |
| Síp                                     | Tập trung trên một đảo lớn (de jure) Một phần của đảo lớn hơn (de facto) | Thềm lục địa     | 793.963     | 9.251           | 85            |
| Dominica                                | Tập trung trên một đảo lớn                                               | Thềm lục địa     | 72.660      | 754             | 105           |
| Cộng hòa Dominica                       | Một phần của đảo lớn hơn                                                 | Thềm lục địa     | 10.990.000  | 48.442          | 208.2         |
| Timor-Leste                             | Một phần của đảo lớn hơn                                                 | Thềm lục địa     | 1.066.582   | 14.874          | 76.2          |
| Liên bang Micronesia                    | Trải khắp một nhóm đảo                                                   | Đại dương        | 111.000     | 702             | 158.1         |
| Fiji                                    | Trải khắp một nhóm đảo                                                   | Đại dương        | 849.000     | 18.274          | 46.4          |
| Grenada                                 | Tập trung trên một đảo lớn                                               | Thềm lục địa     | 110.000     | 344             | 319.8         |
| Haiti                                   | Một phần của đảo lớn hơn                                                 | Thềm lục địa     | 10.188.000  | 27.750          | 325.59        |
| Iceland                                 | Tập trung trên một đảo lớn                                               | Đại dương        | 316.252     | 103.000         | 3.1           |
| Indonesia                               | Trải khắp một nhóm đảo                                                   | Hai thềm lục địa | 234.693.997 | 1.919.440       | 134           |
| Ireland                                 | Một phần của đảo lớn hơn                                                 | Thềm lục địa     | 4.239.848   | 70273           | 60            |
| Jamaica                                 | Tập trung trên một đảo lớn                                               | Thềm lục địa     | 2.847.232   | 10.991          | 252           |
| Nhật Bản                                | Trải khắp một nhóm đảo                                                   | Thềm lục địa     | 127.433.494 | 377.873         | 337           |
| Kiribati                                | Trải khắp một nhóm đảo                                                   | Đại dương        | 98.000      | 811             | 135           |
| Madagascar                              | Tập trung trên một đảo lớn                                               | Đại dương        | 20.653.556  | 587.041         | 35.2          |
| Maldives                                | Trải khắp một nhóm đảo                                                   | Đại dương        | 329.198     | 298             | 1.105         |
| Malta                                   | Tập trung trên một đảo lớn                                               | Thềm lục địa     | 404.500     | 316             | 1.282         |
| Quần đảo Marshall                       | Trải khắp một nhóm đảo                                                   | Đại dương        | 62.000      | 181             | 342.5         |
| Mauritius                               | Trải khắp một nhóm đảo                                                   | Đại dương        | 1.244.663   | 2.040           | 610           |
| Nauru                                   | Một đảo                                                                  | Đại dương        | 13.635      | 21              | 649           |
| New Zealand                             | Trải khắp một nhóm đảo                                                   | Thềm lục địa     | 4.027.947   | 268.680         | 15            |
| Bắc Síp                                 | Một phần của đảo lớn hơn                                                 | Thềm lục địa     | 285.359     | 3.355           | 78            |
| Palau                                   | Trải khắp một nhóm đảo                                                   | Đại dương        | 20.000      | 459             | 43.6          |
| Papua New Guinea                        | Một phần của đảo lớn hơn                                                 | Thềm lục địa     | 6.732.000   | 462.840         | 14.5          |
| Philippines                             | Trải khắp một nhóm đảo                                                   | Thềm lục địa     | 88.706.300  | 300.000         | 276           |
| Saint Kitts and Nevis                   | Tập trung trên hai đảo lớn                                               | Thềm lục địa     | 51.300      | 261             | 164           |
| Saint Lucia                             | Tập trung trên một đảo lớn                                               | Thềm lục địa     | 173.765     | 616             | 298           |
| Saint Vincent và Grenadines             | Tập trung trên một đảo lớn                                               | Thềm lục địa     | 120.000     | 389             | 307           |
| Samoa                                   | Trải khắp một nhóm đảo                                                   | Đại dương        | 179.000     | 2.831           | 63.2          |
| São Tomé and Príncipe                   | Tập trung trên hai đảo lớn                                               | Thềm lục địa     | 163.000     | 1.001           | 169.1         |
| Seychelles                              | Trải khắp một nhóm đảo                                                   | Đại dương        | 87.500      | 455             | 192           |
| Singapore                               | Tập trung trên một đảo lớn                                               | Thềm lục địa     | 4.553.009   | 704             | 6.369         |
| Quần đảo Solomon                        | Trải khắp một nhóm đảo                                                   | Đại dương        | 523.000     | 28.400          | 18.1          |
| Sri Lanka                               | Tập trung trên một đảo lớn                                               | Thềm lục địa     | 20.650.000  | 65.610          | 314           |
| Đài Loan                                | Tập trung trên một đảo lớn                                               | Thềm lục địa     | 22.911.292  | 36.188          | 633           |
| Tonga                                   | Trải khắp một nhóm đảo                                                   | Đại dương        | 104.000     | 748             | 139           |
| Trinidad and Tobago                     | Tập trung trên hai đảo lớn                                               | Thềm lục địa     | 1.299.953   | 5.131           | 254.4         |
| Vương quốc Liên hiệp Anh và Bắc Ireland | Tập trung trên một đảo lớn                                               | Thềm lục địa     | 60.587.300  | 244.820         | 246           |
| Tuvalu                                  | Trải khắp một nhóm đảo                                                   | Đại dương        | 12.373      | 26              | 475.88        |
| Vanuatu                                 | Trải khắp một nhóm đảo                                                   | Đại dương        | 243.304     | 12.190          | 19.7          |

| Tên                                          | Hình thể địa lý            | Vị trí địa lý | Quốc gia                                         |
| -------------------------------------------- | -------------------------- | ------------- | ------------------------------------------------ |
| Åland                                        | Bao gồm nhiều đảo          | Thềm lục địa  | Phần Lan                                         |
| Alderney                                     | Đảo đơn                    | Thềm lục địa  | Guernsey Vương quốc Liên hiệp Anh và Bắc Ireland |
| American Samoa                               | Trải khắp một nhóm đảo     | Đại Dương     | Hoa Kỳ                                           |
| Anguilla                                     |                            | Thềm lục địa  | Vương quốc Liên hiệp Anh và Bắc Ireland          |
| Aruba                                        | Đảo đơn                    | Thềm lục địa  | Hà Lan                                           |
| Ashmore and Cartier Islands                  |                            | Thềm lục địa  | Úc                                               |
| Baker Island                                 | Đảo đơn                    | Đại Dương     | Hoa Kỳ                                           |
| Bermuda                                      | Đảo đơn                    | Đại Dương     | Vương quốc Liên hiệp Anh và Bắc Ireland          |
| Bouvet Island                                | Đảo đơn                    | Đại Dương     | Norway                                           |
| British Indian Ocean Territory               | Trải khắp một nhóm đảo     | Đại Dương     | Vương quốc Liên hiệp Anh và Bắc Ireland          |
| British Virgin Islands                       | Trải khắp một nhóm đảo     | Thềm lục địa  | Vương quốc Liên hiệp Anh và Bắc Ireland          |
| Cayman Islands                               | Trải khắp một nhóm đảo     | Thềm lục địa  | Vương quốc Liên hiệp Anh và Bắc Ireland          |
| Christmas Island                             | Tập trung trên một đảo lớn |               | Úc                                               |
| Cocos (Keeling) Islands                      | Tập trung trên hai đảo lớn |               | Úc                                               |
| Cook Islands                                 | Trải khắp một nhóm đảo     | Đại Dương     | New Zealand                                      |
| Coral Sea Islands                            | Trải khắp một nhóm đảo     | Thềm lục địa  | Úc                                               |
| Quần đảo Falkland                            | Tập trung trên hai đảo lớn | Thềm lục địa  | Vương quốc Liên hiệp Anh và Bắc Ireland          |
| Quần đảo Faroe                               | Trải khắp một nhóm đảo     |               | Đan Mạch                                         |
| French Polynesia                             | Trải khắp một nhóm đảo     | Đại Dương     | Pháp                                             |
| Greenland                                    | Tập trung trên một đảo lớn | Thềm lục địa  | Đan Mạch                                         |
| Guam                                         | Đảo đơn                    | Đại Dương     | Hoa Kỳ                                           |
| Guernsey                                     | Tập trung trên một đảo lớn | Thềm lục địa  | Vương quốc Liên hiệp Anh và Bắc Ireland          |
| Heard Island and McDonald Islands            | Trải khắp một nhóm đảo     | Thềm lục địa  | Úc                                               |
| Howland Island                               | Đảo đơn                    | Đại Dương     | Hoa Kỳ                                           |
| Isle of Man                                  | Đảo đơn                    | Thềm lục địa  | Vương quốc Liên hiệp Anh và Bắc Ireland          |
| Jarvis Island                                | Đảo đơn                    | Đại Dương     | Hoa Kỳ                                           |
| Jersey                                       | Đảo đơn                    | Thềm lục địa  | Vương quốc Liên hiệp Anh và Bắc Ireland          |
| Johnston Atoll                               | Đảo đơn                    | Đại Dương     | Hoa Kỳ                                           |
| Kingman Reef                                 | Đảo đơn                    | Đại Dương     | Hoa Kỳ                                           |
| Ma Cao                                       | Tập trung trên một đảo lớn | Thềm lục địa  | Trung Quốc                                       |
| Mayotte                                      | Tập trung trên một đảo lớn |               | Pháp                                             |
| Midway Atoll                                 | Đảo đơn                    | Đại Dương     | Hoa Kỳ                                           |
| Montserrat                                   | Tập trung trên một đảo lớn | Thềm lục địa  | Vương quốc Liên hiệp Anh và Bắc Ireland          |
| Navassa Island                               | Đảo đơn                    | Thềm lục địa  | Hoa Kỳ                                           |
| New Caledonia                                | Tập trung trên một đảo lớn | Thềm lục địa  | Pháp                                             |
| Niue                                         | Đảo đơn                    | Đại Dương     | New Zealand                                      |
| Antille thuộc Hà Lan                         | Trải khắp năm đảo lớn      | Thềm lục địa  | Hà Lan                                           |
| Norfolk Island                               | Tập trung trên một đảo lớn |               | Úc                                               |
| Northern Mariana Islands                     | Trải khắp một nhóm đảo     | Đại Dương     | Hoa Kỳ                                           |
| Pitcairn Islands                             | Trải khắp một nhóm đảo     | Đại Dương     | Vương quốc Liên hiệp Anh và Bắc Ireland          |
| Puerto Rico                                  | Tập trung trên một đảo lớn | Thềm lục địa  | Hoa Kỳ                                           |
| Saint Helena                                 |                            | Đại Dương     | Vương quốc Liên hiệp Anh và Bắc Ireland          |
| Saint Pierre and Miquelon                    | Tập trung trên hai đảo lớn | Thềm lục địa  | Pháp                                             |
| Sark                                         | Đảo đơn                    | Thềm lục địa  | Guernsey Vương quốc Liên hiệp Anh và Bắc Ireland |
| Saint Helena                                 |                            | Đại Dương     | Vương quốc Liên hiệp Anh và Bắc Ireland          |
| South Georgia and the South Sandwich Islands | Trải khắp một nhóm đảo     | Đại Dương     | Vương quốc Liên hiệp Anh và Bắc Ireland          |
| Svalbard                                     | Trải khắp một nhóm đảo     |               | Norway                                           |
| Tokelau                                      | Trải khắp một nhóm đảo     | Đại Dương     | New Zealand                                      |
| Turks and Caicos Islands                     | Trải khắp một nhóm đảo     | Thềm lục địa  | Vương quốc Liên hiệp Anh và Bắc Ireland          |
| U.S. Virgin Islands                          | Trải khắp một nhóm đảo     | Thềm lục địa  | Hoa Kỳ                                           |
| Wake Island                                  | Đảo đơn                    | Đại Dương     | Hoa Kỳ                                           |
| Wallis and Futuna                            | Tập trung trên hai đảo lớn | Đại Dương     | Pháp                                             |

#### Theo mật độ dân số
| # | Quốc gia | Dân số  | Diện tích (km²) | Mật độ (/km²) |
| - | -------- | ------- | --------------- | ------------- |
| 1 | Ma Cao   | 520.400 | 28,6            | 18.196        |
| 2 | Bermuda  | 62.500  | 53,3            | 1.170         |